# Stenelmis cardoni
Stenelmis cardoni is een keversoort uit de familie beekkevers (Elmidae). De wetenschappelijke naam van de soort werd in 1894 gepubliceerd door Antoine Henri Grouvelle.